# Ranitomeya toraro
Ranitomeya toraro es una especie de anfibio anuro de la familia Dendrobatidae.

## Distribución geográfica
Esta especie habita en:
- Brasil en Acre, Rondônia y Amazonas;
- Colombia en el Amazonas.[3] Su presencia es incierta en el Perú.

## Descripción
Ranitomeya toraro mide de 15 a 17 mm.

## Etimología
El nombre específico toraro proviene de raro, que significa en apurinã (idioma arawak) la rana.

## Taxonomía
Esta especie, antes de su descripción, se confundió con Ranitomeya ventrimaculata.

## Publicación original
- Brown, Twomey, Amézquita, Souza, Caldwell, Lötters, von May, Melo-Sampaio, Mejía-Vargas, Perez-Peña, Pepper, Poelman, Sanchez-Rodriguez & Summers, 2011: A taxonomic revision of the Neotropical poison frog genus Ranitomeya (Amphibia: Dendrobatidae). Zootaxa, n.º 3083, p. 1-120.[4]